# 1861 في الولايات المتحدة
فيما يلي قوائم الأحداث التي وقعت خلال عام 1861 في الولايات المتحدة.

## أحداث
- 12 أبريل – معركة فورت سمتر
- 21 يوليو – معركة بول رن الأولى
- 11 أبريل – الحرب الأهلية الأمريكية

## سياسة

### تعيين في المنصب
- 1 يناير – جون تومسون هوفمان Recorder of New York City [الإنجليزية]‏.
- 14 يناير – هنري سميث لين حاكم إنديانا [الإنجليزية]‏.
- 15 يناير – أندرو جريج كورتين حاكم ولاية بنسلفانيا [الإنجليزية]‏.
- 15 يناير – جون آدمز ديكس وزير الخزانة الأمريكي.
- 17 يناير – لوت م موريل عضو مجلس الشيوخ الأمريكي.
- 4 مارس – أبراهام لينكون رئيس الولايات المتحدة.
- 4 مارس – جون بريكنريدج عضو مجلس الشيوخ الأمريكي.
- 4 مارس – سلمون بورتلاند تشيس عضو مجلس الشيوخ الأمريكي،وزير الخزانة الأمريكي.
- 4 مارس – ماري تود لينكون السيدة الأولى للولايات المتحدة.
- 4 مارس – وليام ويلر عضو مجلس النواب الأمريكي.
- 5 مارس – إدوارد بيتس نائب عام الولايات المتحدة.
- 5 مارس – سايمون كاميرون وزير حرب الولايات المتحدة.
- 5 مارس – ويليام سيوارد وزير الخارجية الأمريكي.
- 7 مارس – جدعون ويلز الأمين العام.
- 13 يوليو – كارل شورتز قائمة سفراء الولايات المتحدة لدى إسبانيا.
- 8 أكتوبر – جيمس ف. ويلسون عضو مجلس النواب الأمريكي.

### انتهاء فترة المنصب
- 1 يناير – جيمس ف. ويلسون عضو مجلس ولاية آيوا.
- 2 يناير – لوت م موريل حاكم مين [الإنجليزية]‏.
- 16 يناير – هنري سميث لين حاكم إنديانا [الإنجليزية]‏.
- 21 يناير – جيفيرسون ديفيس عضو مجلس الشيوخ الأمريكي.
- 3 مارس – ويليام سيوارد عضو مجلس الشيوخ الأمريكي.
- 4 مارس – إدوين ستانتون نائب عام الولايات المتحدة.
- 4 مارس – إسحاق توكي الأمين العام.
- 4 مارس – جون جيه كريتندن عضو مجلس الشيوخ الأمريكي.
- 4 مارس – جيمس بيوكانان رئيس الولايات المتحدة.
- 4 مارس – هارييت لين السيدة الأولى للولايات المتحدة.
- 5 مارس – جيرمي سوليفان بلاك وزير الخارجية الأمريكي.
- 6 مارس – جون آدمز ديكس وزير الخزانة الأمريكي.
- 7 مارس – سلمون بورتلاند تشيس عضو مجلس الشيوخ الأمريكي.
- 12 مارس – توماس كوروين عضو مجلس النواب الأمريكي.
- 28 مارس – سام هيوستن حاكم ولاية تكساس.
- 7 يوليو – جون ويليس ايليس حاكم كارولينا الشمالية [الإنجليزية]‏.
- 4 أغسطس – صامويل كورتيس عضو مجلس النواب الأمريكي.
- 4 ديسمبر – جون بريكنريدج عضو مجلس الشيوخ الأمريكي.
- 18 ديسمبر – كارل شورتز قائمة سفراء الولايات المتحدة لدى إسبانيا.

## مواليد

### يناير
- 1 يناير – غريس هندرسون ممثلة أمريكية.
- 12 يناير – جيمس بلدوين
- 29 يناير – فلوريدا روفين ريدلي

### مارس
- 3 مارس – جيمس كانتين

### أبريل
- 2 أبريل – تشينج لينج سو ساحر مسرحي من الولايات المتحدة الأمريكية.
- 14 أبريل – جون كارتي مهندس من الولايات المتحدة الأمريكية.[1]
- 26 أبريل – أموس ووكر باربر سياسي أمريكي.[2]

### مايو
- 11 مايو – فريدريك روسل بورنهام[3]
- 16 مايو – هيرمان ويبستر مدجت[4]
- 20 مايو – هنري جانت مهندس أمريكي.[5]

### يونيو
- 2 يونيو – هيلين تافت[6]
- 6 يونيو – جوزيف ميريويذر تيريل سياسي أمريكي.[7]

### يوليو
- 7 يوليو – نيتي ستيفنز[8]
- 29 يوليو – أليس هاثاواي لي روزفلت الزوجة الأولى لثيودور روزفلت.[9]

### أغسطس
- 6 أغسطس – إديث روزفلت سياسية من الولايات المتحدة الأمريكية.[10]
- 9 أغسطس – دوروثي كلومبكه عالمة فلك أمريكية.[11]

### أكتوبر
- 4 أكتوبر – فريدريك ريمنجتن فنان أمريكي.[12]
- 16 أكتوبر – ريتشارد سيرز لاعب كرة مضرب من الولايات المتحدة.
- 23 أكتوبر – إدوارد توماس نونان سياسي أمريكي.

### نوفمبر
- 6 نوفمبر – توماس وات غريغوري محامي أمريكي.[13]
- 14 نوفمبر – فريدريك جاكسون تيرنر مؤرخ أمريكي.[14]
- 25 نوفمبر – فيليس ألين ممثلة من الولايات المتحدة الأمريكية.[15]
- 26 نوفمبر – ألبرت ب فال سياسي أمريكي.[16]
- 30 نوفمبر – جوزيف سيل كلارك لاعب كرة مضرب من الولايات المتحدة.

### ديسمبر
- 5 ديسمبر – تشارلز إدوارد ماغون سياسي أمريكي.[17]
- 8 ديسمبر – ويليام دورانت رائد أعمال من الولايات المتحدة الأمريكية.[18]
- 14 ديسمبر – ألبرت ادوارد ميد سياسي أمريكي.

## وفيات

### فبراير
- 20 فبراير – كورنيليوس لورانس (مواليد 1791) سياسي أمريكي.[19]

### مارس
- 1 مارس – جورج واشنطن هوبكنز (مواليد 1804) سياسي أمريكي.[20]

### أبريل
- 4 أبريل – جون ماكلين (مواليد 1785) سياسي أمريكي.[21]
- 24 أبريل – بنيامين جونز (مواليد 1787) سياسي أمريكي.[22]

### يونيو
- 3 يونيو – ستيفن أ. دوغلاس (مواليد 1813) سياسي أمريكي.[23]
- 22 يونيو – جورج بيتر (مواليد 1779) سياسي أمريكي.[24]

### يوليو
- 7 يوليو – جون ويليس ايليس (مواليد 1820) سياسي أمريكي.[25]

### أغسطس
- 12 أغسطس – إليفاليت ريمينغتون (مواليد 1793) مصمم أسلحة نارية أمريكي.[26]

### نوفمبر
- 15 نوفمبر – جويل بارلو ساذرلاند (مواليد 1792) سياسي أمريكي.[27]